# ریشارد هویبرگر
ریشارد هویبرگر (انگلیسی: Richard Heuberger؛ ‏ ۱۸ ژوئن ۱۸۵۰ – ۲۸ اکتبر ۱۹۱۴) موسیقی‌دان، آهنگساز و نقاد موسیقی اهل اتریش بود.
وی از سال ۱۹۰۲ استاد دانشگاه موسیقی و هنرهای نمایشی وین بود.
از فیلم‌هایی که در آنها از موسیقی وی استفاده شده‌است، می‌توان به تظاهر اجتماعی آنها اشاره نمود.